# الدوري الإسكتلندي الدرجة الرابعة 1989–90
الدوري الإسكتلندي الدرجة الرابعة 1989–90 هو موسم من الدوري الإسكتلندي الدرجة الرابعة ‏. فاز فيه إلغين سيتي ‏.